# Kyote
Kyote è una comunità non incorporata degli Stati Uniti d'America della contea di Atascosa nello Stato del Texas.

## Geografia fisica
Kyote si trova all'incrocio tra la Farm Road 2504 e la State Highway 173, vicino al confine con la contea di Frio nel centro-ovest della contea di Atascosa.